# Anthony Chen
Anthony Chen, chiń. 陈哲艺 (ur. 18 kwietnia 1984 w Singapurze) – singapurski reżyser, scenarzysta i producent filmowy. 
Za swój pierwszy film fabularny Ilo Ilo (2013) zdobył Złotą Kamerę za najlepszy debiut reżyserski na 66. MFF w Cannes. Drugą fabułą Chena był film Pora deszczowa (2019), opowiadający o relacji pomiędzy nauczycielką języka chińskiego w szkole średniej a opuszczonym przez rodziców uczniem.